# Cotorro
Cotorro è un municipio della capitale cubana dell'Avana.